# スパイ大作戦のエピソード一覧
スパイ大作戦のエピソード一覧（スパイだいさくせんのエピソードいちらん）は、『スパイ大作戦』（Mission: Impossible）のエピソードの一覧である。
以下のルールで記載する。
- 「放送日」は「アメリカでの放送日」とする。
- タイトルはDVDでのタイトルとする。
- 2016年10月からBSジャパンの放送で変更された邦題は[　]内とする。
- BSジャパン以外の放送で変更されたタイトルは下記にある「上記以外のタイトル」で表記する。

## シリーズ概要
| シーズン | シーズン | 話数 | 放送日        | 放送日         | DVD発売日      | DVD発売日      | DVD発売日      | DVD発売日 |
| シーズン | シーズン | 話数 | シーズン初回  | シーズン最終回 | リージョン1    | リージョン2    | リージョン4    |           |
| -------- | -------- | ---- | ------------- | -------------- | -------------- | -------------- | -------------- | --------- |
|          | 1        | 28   | 1966年9月17日 | 1967年4月22日  | 2006年12月5日  | 2006年11月20日 | 2006年11月30日 |           |
|          | 2        | 25   | 1967年9月10日 | 1968年3月17日  | 2007年6月5日   | 2006年5月7日   | 2007年4月12日  |           |
|          | 3        | 25   | 1968年9月29日 | 1969年4月20日  | 2007年11月20日 | 2007年11月20日 | 2007年10月29日 |           |
|          | 4        | 26   | 1969年9月28日 | 1970年3月29日  | 2008年5月13日  | 2008年5月5日   | 2008年5月15日  |           |
|          | 5        | 23   | 1970年9月19日 | 1971年3月17日  | 2008年10月7日  | 2009年2月9日   | 2008年11月6日  |           |
|          | 6        | 22   | 1971年9月18日 | 1972年2月26日  | 2009年4月28日  | 2009年5月18日  | 2009年10月1日  |           |
|          | 7        | 22   | 1972年9月16日 | 1973年3月30日  | 2009年11月3日  | 2010年3月22日  | 2009年10月1日  |           |

## エピソード一覧

### 第1シーズン（1966年 - 1967年）
| №  | #  | タイトル                                                            | 監督                        | 脚本                                                    | 放送日         | プロダクション コード |
| -- | -- | ------------------------------------------------------------------- | --------------------------- | ------------------------------------------------------- | -------------- | --------------------- |
| 1  | 1  | "核弾頭を奪え" "Pilot"                                              | バーナード・L・コワルスキー | ブルース・ゲラー                                        | 1966年9月17日  | 1                     |
| 2  | 2  | "売国奴を粛正せよ" "Memory"                                         | チャールズ・R・ロンドウ     | ロバート・リューイン                                    | 1966年9月24日  | 3                     |
| 3  | 3  | "大量殺戮者" "Operation Rogosh"                                     | レオナルド・J・ホーン       | ジェローム・ロス                                        | 1966年10月1日  | 4                     |
| 4  | 4  | "刑務所突破作戦（前編）" "Old Man Out (Part 1)"                     | チャールズ・R・ロンドウ     | エリス・マーカス                                        | 1966年10月8日  | 2                     |
| 5  | 5  | "刑務所突破作戦（後編）" "Old Man Out (Part 2)"                     | チャールズ・R・ロンドウ     | エリス・マーカス                                        | 1966年10月15日 | 2                     |
| 6  | 6  | "武器弾薬を渡すな" "Odds on Evil"                                   | チャールズ・R・ロンドウ     | ウィリアム・リード・ウッドフィールド & アラン・バルター | 1966年10月22日 | 5                     |
| 7  | 7  | "選挙戦にアタック!" "Wheels"                                        | トム・グライス              | ローレンス・ヒース                                      | 1966年10月29日 | 8                     |
| 8  | 8  | "誘拐に挑戦しろ[誘拐に挑戦！]" "The Ransom"                         | ハリー・ハリス              | ウィリアム・リード・ウッドフィールド & アラン・バルター | 1966年11月5日  | 9                     |
| 9  | 9  | "録音ワイヤーは何処だ[録音ワイヤーはどこだ！]" "A Spool There Was"  | バーナード・L・コワルスキー | エリス・マーカス                                        | 1966年11月12日 | 6                     |
| 10 | 10 | "戦慄のスパイ養成所" "The Carriers"                                 | シャーマン・マークス        | ウィリアム・リード・ウッドフィールド & アラン・バルター | 1966年11月19日 | 13                    |
| 11 | 11 | "幽霊を呼べ!![疑惑の降霊会]" "Zubrovnik's Ghost"                    | レオナルド・J・ホーン       | ロバート・リューイン                                    | 1966年11月26日 | 11                    |
| 12 | 12 | "越境作戦[国境を越えさせろ！]" "Fakeout"                            | バーナード・L・コワルスキー | リー・チャップマン                                      | 1966年12月3日  | 7                     |
| 13 | 13 | "生贄[いけにえ]" "Elena"                                            | マーク・ダニエルズ          | エリス・マーカス                                        | 1966年12月10日 | 10                    |
| 14 | 14 | "暗殺者"レディキラー"[暗殺者“レディ・キラー”]" "The Short Tail Spy" | レオナルド・J・ホーン       | ジュリアン・バリー                                      | 1966年12月17日 | 14                    |
| 15 | 15 | "ヒトラーの遺産を奪取せよ" "The Legacy"                             | マイケル・オハーリヒー      | ウィリアム・リード・ウッドフィールド & アラン・バルター | 1967年1月7日   | 15                    |
| 16 | 16 | "第三の壁[科学者の憂鬱]" "The Reluctant Dragon"                     | レオナルド・J・ホーン       | チェスター・クラムホルツ                                | 1967年1月14日  | 16                    |
| 17 | 17 | "シンジケートをばらせ[シンジケートをつぶせ！]" "The Frame"          | アレン・マイナー            | ウィリアム・リード・ウッドフィールド & アラン・バルター | 1967年1月21日  | 17                    |
| 18 | 18 | "冷戦のダイナマイト[どちらが無実！？]" "The Trial"                  | ルイス・アラン              | ローレンス・ヒース                                      | 1967年1月28日  | 12                    |
| 19 | 19 | "ダイヤモンド作戦[ダイヤモンド強奪作戦]" "The Diamond"              | ロバート・ダグラス          | ウィリアム・リード・ウッドフィールド & アラン・バルター | 1967年2月4日   | 18                    |
| 20 | 20 | "第四帝国を阻止せよ[ナチ復活を阻止しろ]" "The Legend"               | リチャード・ベネディクト    | マン・ルービン                                          | 1967年2月11日  | 19                    |
| 21 | 21 | "セシューム138[拷問監獄の罠]" "Snowball in Hell"                    | リー・H・カッツィン         | ジュディス ＆ ロバート・ガイ・バローズ                  | 1967年2月18日  | 21                    |
| 22 | 22 | "テレビ中継車[テレビ中継]" "The Confession"                         | ハーシェル・ドゥハティ      | ウィリアム・リード・ウッドフィールド & アラン・バルター | 1967年2月25日  | 20                    |
| 23 | 23 | "偽造フィルムを暴露せよ[フィルム偽造を暴け！]" "Action!"            | レオナルド・J・ホーン       | ロバート・リューイン                                    | 1967年3月4日   | 22                    |
| 24 | 24 | "列車偽装作戦" "The Train"                                          | ラルフ・セネンスキー        | ウィリアム・リード・ウッドフィールド & アラン・バルター | 1967年3月18日  | 23                    |
| 25 | 25 | "二重替え玉作戦" "Shock"                                            | リー・H・カッツィン         | ローレンス・ヒース                                      | 1967年3月25日  | 24                    |
| 26 | 26 | "甘きマイクロ回路" "A Cube of Sugar"                                | ジョセフ・ペヴニー          | ウィリアム・リード・ウッドフィールド & アラン・バルター | 1967年4月1日   | 25                    |
| 27 | 27 | "極秘情報を奪回せよ" "The Traitor"                                  | リー・H・カッツィン         | エドワード・J・ラクソー                                 | 1967年4月15日  | 26                    |
| 28 | 28 | "裏の裏" "The Psychic"                                              | チャールズ・R・ロンドウ     | ウィリアム・リード・ウッドフィールド & アラン・バルター | 1967年4月22日  | 27                    |

### 第2シーズン（1967年 - 1968年）
| №  | #  | タイトル                                                              | 監督                     | 脚本                                                                               | 放送日         | プロダクション コード |
| -- | -- | --------------------------------------------------------------------- | ------------------------ | ---------------------------------------------------------------------------------- | -------------- | --------------------- |
| 29 | 1  | "未亡人は二度生まれる[強欲の代償]" "The Widow"                        | リー・H・カッツィン      | バーニー・スレイター                                                               | 1967年9月10日  | 33                    |
| 30 | 2  | "トリック[荒野の3人]" "Trek"                                          | レオナルド・J・ホーン    | ローレンス・ヒース                                                                 | 1967年9月17日  | 29                    |
| 31 | 3  | "地下よりの脱出[地下室からの脱出]" "The Survivors"                    | ポール・スタンレー       | ウィリアム・リード・ウッドフィールド & アラン・バルター                            | 1967年9月24日  | 28                    |
| 32 | 4  | "脱出口[西側への扉]" "The Bank"                                       | アルフ・ケリン           | ブラッド・ラドニッツ                                                               | 1967年10月1日  | 30                    |
| 33 | 5  | "対奴隷作戦（前編）[人身売買の闇を葬れ！(前編)]" "The Slave (Part 1)" | リー・H・カッツィン      | ウィリアム・リード・ウッドフィールド & アラン・バルター                            | 1967年10月8日  | 32                    |
| 34 | 6  | "対奴隷作戦（後編）[人身売買の闇を葬れ！(後編)]" "The Slave (Part 2)" | リー・H・カッツィン      | ウィリアム・リード・ウッドフィールド & アラン・バルター                            | 1967年10月15日 | 32                    |
| 35 | 7  | "暗殺計画に便乗しろ[暗殺計画を利用しろ]" "Operation Heart"            | レオナルド・J・ホーン    | ジョン・オディ & アーサー・ロウ                                                    | 1967年10月22日 | 31                    |
| 36 | 8  | "偽造紙幣マシン[ニセ札製造マシン]" "The Money Machine"                | ポール・スタンレー       | リチャード・M・サカル                                                              | 1967年10月29日 | 34                    |
| 37 | 9  | "ヒスイの印璽[猫にヒスイ]" "The Seal"                                 | アレクサンダー・シンガー | ウィリアム・リード・ウッドフィールド & アラン・バルター                            | 1967年11月5日  | 35                    |
| 38 | 10 | "両面陽動作戦[仮面夫婦の本性]" "Charity"                              | マーク・ダニエルズ       | バーニー・スレイター                                                               | 1967年11月12日 | 36                    |
| 39 | 11 | "黒の壊滅命令（前編）" "The Council (Part 1)"                         | ポール・スタンレー       | ウィリアム・リード・ウッドフィールド & アラン・バルター                            | 1967年11月19日 | 37                    |
| 40 | 12 | "黒の壊滅命令（後編）" "The Council (Part 2)"                         | ポール・スタンレー       | ウィリアム・リード・ウッドフィールド & アラン・バルター                            | 1967年11月26日 | 37                    |
| 41 | 13 | "雲上のマイクロフィルム" "The Astrologer"                             | リー・H・カッツィン      | ジェームズ・F・グリフィス                                                          | 1967年12月3日  | 39                    |
| 42 | 14 | "イメージをダブらせろ[よみがえる記憶]" "Echo of Yesterday"            | レオナルド・J・ホーン    | マン・ルービン                                                                     | 1967年12月10日 | 38                    |
| 43 | 15 | "焼土作戦[焦土作戦]" "The Photographer"                               | リー・H・カッツィン      | ウィリアム・リード・ウッドフィールド & アラン・バルター                            | 1967年12月17日 | 40                    |
| 44 | 16 | "第2の防衛配置図[女スパイを出し抜け！]" "The Spy"                     | ポール・スタンレー       | バーニー・スレイター                                                               | 1968年1月7日   | 41                    |
| 45 | 17 | "王手![悲しきチェックメイト]" "A Game of Chess"                       | アルフ・ケリン           | リチャード・M・サカル                                                              | 1968年1月14日  | 42                    |
| 46 | 18 | "ストレートフラッシュ[ストレート・フラッシュ]" "The Emerald"          | マイケル・オハーリヒー   | ウィリアム・リード・ウッドフィールド & アラン・バルター                            | 1968年1月21日  | 43                    |
| 47 | 19 | "殺人者の罠[友よ、静かに時を待て！]" "The Condemned"                  | アルフ・ケリン           | ローレンス・ヒース                                                                 | 1968年1月28日  | 44                    |
| 48 | 20 | "毒には毒をもて![ざんげに至る病]" "The Counterfeiter"                 | リー・H・カッツィン      | ウィリアム・リード・ウッドフィールド & アラン・バルター                            | 1968年2月4日   | 45                    |
| 49 | 21 | "第三の町[フェルプス危機一髪！]" "The Town"                           | マイケル・オハーリヒー   | サイ・サルコウィッツ                                                               | 1968年2月18日  | 46                    |
| 50 | 22 | "スリラー作戦[心霊現象で追いつめろ！]" "The Killing"                  | リー・H・カッツィン      | ウィリアム・リード・ウッドフィールド & アラン・バルター                            | 1968年2月28日  | 47                    |
| 51 | 23 | "不死鳥を葬れ[不死鳥を葬れ！]" "The Phoenix"                          | ロバート・トッテン       | 脚本: ジョン・D・F・ブラック 原案: エドワード・デブラシオ & ジョン・D・F・ブラック | 1968年3月3日   | 48                    |
| 52 | 24 | "鉄条網とリンチ[塀の中の素敵な奴ら]" "Trial by Fury"                  | レオナルド・J・ホーン    | サイ・サルコウィッツ                                                               | 1968年3月10日  | 49                    |
| 53 | 25 | "恐怖のリモートコントロール[防衛システムを守れ！]" "Recovery"         | ロバート・トッテン       | ウィリアム・リード・ウッドフィールド & アラン・バルター                            | 1968年3月17日  | 50                    |

### 第3シーズン（1968年 - 1969年）
| №  | #  | タイトル                                                                                | 監督                     | 脚本                                                                                                   | 放送日         | プロダクション コード |
| -- | -- | --------------------------------------------------------------------------------------- | ------------------------ | --- | -------------- | --------------------- |
| 54 | 1  | "甦ったプリンセス[プリンセスの帰還]" "The Heir Apparent"                                | アレクサンダー・シンガー | ロバート・E・トンプソン                                                                                | 1968年9月29日  | 52                    |
| 55 | 2  | "奇跡のカムバック（PART 1）[奇跡のカムバック 前編]" "The Contender (Part 1)"            | ポール・スタンレー       | ウィリアム・リード・ウッドフィールド & アラン・バルター                                                | 1968年10月6日  | 54                    |
| 56 | 3  | "奇跡のカムバック（PART 2）[奇跡のカムバック 後編]" "The Contender (Part 2)"            | ポール・スタンレー       | ウィリアム・リード・ウッドフィールド & アラン・バルター                                                | 1968年10月13日 | 55                    |
| 57 | 4  | "密室の金塊[道を外した傭兵たち]" "The Mercenaries"                                      | ポール・クラスニー       | ローレンス・ヒース                                                                                     | 1968年10月27日 | 51                    |
| 58 | 5  | "処刑作戦[死刑執行1時間前]" "The Execution"                                             | アレクサンダー・シンガー | ウィリアム・リード・ウッドフィールド & アラン・バルター                                                | 1968年11月10日 | 56                    |
| 59 | 6  | "酸素テントの中[汚された修道院]" "The Cardinal"                                         | サットン・ローリー       | ジョン・T・デュガン                                                                                    | 1968年11月17日 | 58                    |
| 60 | 7  | "独裁宣言[若返った女帝]" "The Elixir"                                                   | ジョン・フローリー       | マックス・ホッジ                                                                                       | 1968年11月24日 | 59                    |
| 61 | 8  | "二重スパイをでっちあげろ![美しき外交官夫人]" "The Diplomat"                            | ドン・リチャードソン     | ジェリー・ルドウィグ                                                                                   | 1968年12月1日  | 53                    |
| 62 | 9  | "巨頭会談[もう一冊の台本]" "The Play"                                                   | リー・H・カッツィン      | ルー・ショウ                                                                                           | 1968年12月8日  | 57                    |
| 63 | 10 | "幻の契約書[美食家が覗いた未来]" "The Bargain"                                          | リチャード・ベネディクト | ロバート・E・トンプソン                                                                                | 1968年12月15日 | 61                    |
| 64 | 11 | "一千万ドル強奪事件[コールドスリープ]" "The Freeze"                                     | アレクサンダー・シンガー | ポール・プレイドン                                                                                     | 1968年12月23日 | 63                    |
| 65 | 12 | "スパイ交換作戦[捕らわれた女スパイ]" "The Exchange"                                     | アレクサンダー・シンガー | ローレンス・ヒース                                                                                     | 1969年1月4日   | 60                    |
| 66 | 13 | "欺瞞作戦[エリート情報官の推理]" "The Mind of Stefan Miklos"                            | ロバート・バトラー       | ポール・プレイドン                                                                                     | 1969年1月12日  | 62                    |
| 67 | 14 | "生体実験[バイオ兵器実験]" "The Test Case"                                              | サットン・ローリー       | ローレンス・ヒース                                                                                     | 1969年1月19日  | 64                    |
| 68 | 15 | "奴を証人席へ!" "The System"                                                            | ロバート・ギスト         | ロバート・ハムナー                                                                                     | 1969年1月26日  | 65                    |
| 69 | 16 | "ガラスの監房[ガラスの監獄]" "The Glass Cage"                                           | ジョン・モクシー         | 脚本: ポール・プレイドン 原案: アルフ・ハリス                                                          | 1969年2月2日   | 66                    |
| 70 | 17 | "プルトニウム240[審判の日]" "Doomsday"                                                  | ジョン・モクシー         | ローレンス・ヒース                                                                                     | 1969年2月16日  | 68                    |
| 71 | 18 | "ウィークポイントをつけ![ウィークポイント]" "Live Bait"                                 | スチュアート・ハグマン   | 脚本: ジェームズ・D・ブキャナン & ロナルド・オースティン & マイケル・アダムス 原案: マイケル・アダムス | 1969年2月23日  | 67                    |
| 72 | 19 | "地下百メートルの円盤（PART 1）[地下百メートルからの脱出 (前編)]" "The Bunker (Part 1)" | ジョン・モクシー         | ポール・プレイドン                                                                                     | 1969年3月2日   | 69                    |
| 73 | 20 | "地下百メートルの円盤（PART 2）[地下百メートルからの脱出 (後編)]" "The Bunker (Part 2)" | ジョン・モクシー         | ポール・プレイドン                                                                                     | 1969年3月9日   | 70                    |
| 74 | 21 | "ニトログリセリン" "Nitro"                                                              | ブルース・ケスラー       | ローレンス・ヒース                                                                                     | 1969年3月23日  | 71                    |
| 75 | 22 | "女スパイが燃える時[女スパイ・ニコル]" "Nicole"                                         | スチュアート・ハグマン   | ポール・プレイドン                                                                                     | 1969年3月30日  | 73                    |
| 76 | 23 | "金庫へ追い込め![出入り簡単な金庫室]" "The Vault"                                       | リチャード・ベネディクト | 脚本: ジュディ・バーンズ 原案: ジュディ・バーンズ & ジョン・キングスブリッジ                           | 1969年4月6日   | 72                    |
| 77 | 24 | "幻の殺人[キャバレーでの出来事]" "Illusion"                                             | ジェラルド・メイヤー     | ローレンス・ヒース                                                                                     | 1969年4月13日  | 74                    |
| 78 | 25 | "訊問[尋問]" "The Interrogator"                                                         | レザ・S・バディ          | ポール・プレイドン                                                                                     | 1969年4月20日  | 75                    |

### 第4シーズン（1969年 - 1970年）
| №   | #  | タイトル                                                       | 監督                       | 脚本                                                                                 | 放送日         | プロダクション コード |
| --- | -- | -------------------------------------------------------------- | -------------------------- | ------------------------------------------------------------------------------------ | -------------- | --------------------- |
| 79  | 1  | "暗号解読[暗号を解読せよ]" "The Code"                          | スチュアート・ハグマン     | ケン・ペッタス                                                                       | 1969年9月28日  | 78                    |
| 80  | 2  | "第三次世界大戦" "The Numbers Game"                            | レザ・S・バディ            | リー・ヴァンス                                                                       | 1969年10月5日  | 80                    |
| 81  | 3  | "麻薬B-230 PART1[魔薬B-230 (前編)]" "The Controllers (Part 1)" | ポール・クラスニー         | ローレンス・ヒース                                                                   | 1969年10月12日 | 76                    |
| 82  | 4  | "麻薬B-230 PART2[魔薬B-230 (後編)]" "The Controllers (Part 2)" | ポール・クラスニー         | ローレンス・ヒース                                                                   | 1969年10月19日 | 77                    |
| 83  | 5  | "札束廃棄作戦[にせ札を見破れ]" "Fool's Gold"                   | ムレイ・ゴールデン         | ケン・ペッタス                                                                       | 1969年10月26日 | 83                    |
| 84  | 6  | "自爆[神父の正体]" "Commandante"                               | バリー・クレイン           | ローレンス・ヒース                                                                   | 1969年11月2日  | 81                    |
| 85  | 7  | "海の底で口を割れ![潜水艦での出来事]" "Submarine"              | ポール・クラスニー         | ドナルド・ジェームズ                                                                 | 1969年11月16日 | 85                    |
| 86  | 8  | "黒いファイル" "Mastermind"                                    | ジョーグ・フェナディ       | 脚本: ジェリー・ルドウィグ 原案: ジェリー・ルドウィグ & リチャード・ニール・モーガン | 1969年11月23日 | 79                    |
| 87  | 9  | "ロボット" "Robot"                                             | レザ・S・バディ            | ハワード・バーク                                                                     | 1969年11月30日 | 82                    |
| 88  | 10 | "盗まれた化学式" "The Double Circle"                           | バリー・クレイン           | ジェリー・ルドウィグ                                                                 | 1969年12月7日  | 84                    |
| 89  | 11 | "移植手術を演出しろ[国王がドナー!?]" "The Brothers"            | ムレイ・ゴールデン         | 脚本: リー・ヴァンス 原案: ロバート・C・デニス                                       | 1969年12月14日 | 86                    |
| 90  | 12 | "時限原子爆弾[凶悪な時限爆弾]" "Time Bomb"                     | ムレイ・ゴールデン         | ポール・プレイドン                                                                   | 1969年12月21日 | 90                    |
| 91  | 13 | "死人に口あり" "The Amnesiac"                                  | レザ・S・バディ            | 脚本: ロバート・マルコム・ヤング & ケン・ペッタス 原案: ロバート・マルコム・ヤング   | 1969年12月28日 | 91                    |
| 92  | 14 | "王家の血Part1[王家の血〈Ⅰ〉]" "The Falcon (Part 1)"           | レザ・S・バディ            | ポール・プレイドン                                                                   | 1970年1月4日   | 87                    |
| 93  | 15 | "王家の血Part2[王家の血〈Ⅱ〉]" "The Falcon (Part 2)"           | レザ・S・バディ            | ポール・プレイドン                                                                   | 1970年1月11日  | 88                    |
| 94  | 16 | "王家の血Part3[王家の血〈Ⅲ〉]" "The Falcon (Part 3)"           | レザ・S・バディ            | ポール・プレイドン                                                                   | 1970年1月18日  | 89                    |
| 95  | 17 | "小型謀略工作員[小さな潜入者]" "Chico"                         | ハーブ・ウォラーシュタイン | ケン・ペッタス                                                                       | 1970年1月25日  | 92                    |
| 96  | 18 | "暗殺路線[12歳国王一座]" "Gitano"                              | バリー・クレイン           | ローレンス・ヒース                                                                   | 1970年2月1日   | 94                    |
| 97  | 19 | "血の粛清[老害の首相]" "Phantoms"                              | マーヴィン・チョムスキー   | ローレンス・ヒース                                                                   | 1970年2月8日   | 95                    |
| 98  | 20 | "ニトロで脱獄[恩赦]" "Terror"                                  | マーヴィン・チョムスキー   | ローレンス・ヒース                                                                   | 1970年2月15日  | 93                    |
| 99  | 21 | "暗号名"K"をあばけ[暗号名“K”を暴け]" "Lover's Knot"            | レザ・S・バディ            | ローレンス・ヒース                                                                   | 1970年2月22日  | 96                    |
| 100 | 22 | "暗殺者には面がない[顔のない暗殺者]" "Orpheus"                 | ジェラルド・メイヤー       | ポール・プレイドン                                                                   | 1970年3月1日   | 97                    |
| 101 | 23 | "空中のゲリラ[クレーン車は見ていた]" "The Crane"               | ポール・クラスニー         | ケン・ペッタス                                                                       | 1970年3月8日   | 99                    |
| 102 | 24 | "死の監房" "Death Squad"                                       | バリー・クレイン           | ローレンス・ヒース                                                                   | 1970年3月15日  | 100                   |
| 103 | 25 | "山師が公国を狙っている[詐欺師の神託]" "The Choice"            | アラン・グリーディ         | 脚本: ケン・ペッタス 原案: ヘンリー・シャープ                                        | 1970年3月22日  | 98                    |
| 104 | 26 | "ヤング・パワー[ヤングパワー]" "The Martyr"                    | ヴァージル・W・ヴォーゲル  | ケン・ペッタス                                                                       | 1970年3月29日  | 101                   |

### 第5シーズン（1970年 - 1971年）
| №   | #  | タイトル                                                   | 監督                           | 脚本                                                                                    | 放送日         | プロダクション コード |
| --- | -- | ---------------------------------------------------------- | ------------------------------ | --------------------------------------------------------------------------------------- | -------------- | --------------------- |
| 105 | 1  | "殺し屋" "The Killer"                                      | ポール・クラスニー             | アーサー・ワイズ                                                                        | 1970年9月19日  | 105                   |
| 106 | 2  | "狂気のルート[薬物汚染を食い止めろ！]" "Flip Side"         | ジョン・リュウェリン・モクシー | ジャクソン・ギリス                                                                      | 1970年9月26日  | 106                   |
| 107 | 3  | "大量殺戮兵器" "The Innocent"                              | ジョン・リュウェリン・モクシー | 脚本: マーク・ノーマン & ローレンス・ヒース 原案: マーク・ノーマン                      | 1970年10月3日  | 108                   |
| 108 | 4  | "血塗られた故郷" "Homecoming"                              | レザ・S・バディ                | ローレンス・ヒース                                                                      | 1970年10月10日 | 103                   |
| 109 | 5  | "暗殺スパイ「山猫」[“山猫”の正体]" "Flight"                | バリー・クレイン               | 脚本: ハロルド・リヴィングストン 原案: リー・ヴァンス                                   | 1970年10月17日 | 110                   |
| 110 | 6  | "殺しのセンター[わが友、それは刺客]" "My Friend, My Enemy" | ジェラルド・メイヤー           | 脚本: ジーン・R・キアニー 原案: ウィリアム・ウッド & ジーン・R・キアニー                | 1970年10月25日 | 107                   |
| 111 | 7  | ""怪物"粉砕作戦[日米関係を護れ！]" "Butterfly"             | ジェラルド・メイヤー           | 脚本: エリック・バーコヴィッチ & ジェリー・ルドウィグ 原案: シェルドン・スターク        | 1970年10月31日 | 102                   |
| 112 | 8  | "罠[国外脱出]" "Decoy"                                     | セイモア・ロビー               | ジョン・D・F・ブラック                                                                  | 1970年11月7日  | 109                   |
| 113 | 9  | "素人スパイ[強欲オヤジのしくじり]" "The Amateur"           | ポール・クラスニー             | エド・アダムソン                                                                        | 1970年11月14日 | 112                   |
| 114 | 10 | "スパイ狩り[傷だらけの逃走]" "Hunted"                      | テリー・ベッカー               | ヘレン・ホブロック・トンプソン                                                          | 1970年11月21日 | 111                   |
| 115 | 11 | "生きた研究ノート[反乱軍、その信じしもの]" "The Rebel"     | バリー・クレイン               | 脚本: ケン・ペッタス 原案: ノーマン・カトコフ & ケン・ペッタス                          | 1970年11月28日 | 104                   |
| 116 | 12 | "知り過ぎた娘" "Squeeze Play"                              | ヴァージル・W・ヴォーゲル      | 脚本: デヴィッド・モーシンジャー 原案: ウォルター・ブラフ & デヴィッド・モーシンジャー  | 1970年12月12日 | 114                   |
| 117 | 13 | "銃殺" "The Hostage"                                       | バリー・クレイン               | ハロルド・リヴィングストン                                                              | 1970年12月19日 | 117                   |
| 118 | 14 | "市長室乗っ取り" "Takeover"                                | ヴァージル・W・ヴォーゲル      | 脚本: アーサー・ワイズ 原案: ジェリー・トーマス & アーサー・ワイズ                      | 1971年1月2日   | 118                   |
| 119 | 15 | "黒い犯罪組織[手下たち]" "Cat's Paw"                       | ヴァージル・W・ヴォーゲル      | ハワード・ブラウン                                                                      | 1971年1月9日   | 116                   |
| 120 | 16 | "敵の作戦に乗れ" "The Missile"                             | チャールズ・R・ロンドウ        | アーサー・ワイズ                                                                        | 1971年1月16日  | 119                   |
| 121 | 17 | "地雷原突破!" "The Field"                                  | レザ・S・バディ                | 脚本: ウェズリー・ラウ 原案: ジュディ・バーンズ & ウェズリー・ラウ                      | 1971年1月23日  | 121                   |
| 122 | 18 | "革命の黒幕[強盗の正体]" "Blast"                           | サットン・ローリー             | ジェームズ・Ｌ・ヘンダーソン & サム・ローカ                                             | 1971年1月30日  | 122                   |
| 123 | 19 | "死体は一切関知しない[核武装条約書]" "The Catafalque"      | バリー・クレイン               | ポール・プレイドン                                                                      | 1971年2月6日   | 113                   |
| 124 | 20 | "暗号名"キタラ"[暗号名「キタラ」]" "Kitara"                | ムレイ・ゴールデン             | マン・ルービン                                                                          | 1971年2月20日  | 120                   |
| 125 | 21 | "消えた汚染死体[奴の死体はどこだ！]" "A Ghost Story"       | レザ・S・バディ                | 脚本: エド・アダムソン & ケン・ペッタス 原案: ジョン・D・F・ブラック & エド・アダムソン | 1971年2月27日  | 123                   |
| 126 | 22 | "偽装パーティー[祝賀パーティー]" "The Party"               | ムレイ・ゴールデン             | ハロルド・リヴィングストン                                                              | 1971年3月6日   | 124                   |
| 127 | 23 | "死の商人" "The Merchant"                                  | レオン・ベンソン               | ハロルド・リヴィングストン                                                              | 1971年3月17日  | 115                   |

### 第6シーズン（1971年 - 1972年）
| №   | #  | タイトル                                                                 | 監督                           | 脚本                                                                       | 放送日         | プロダクション コード |
| --- | -- | ------------------------------------------------------------------------ | ------------------------------ | -------------------------------------------------------------------------- | -------------- | --------------------- |
| 128 | 1  | "闇の中の追跡[盲目の密告者]" "Blind"                                     | レザ・S・バディ                | アーサー・ワイズ                                                           | 1971年9月18日  | 126                   |
| 129 | 2  | "時代逆行30年[タイムスリップ]" "Encore"                                  | ポール・クラスニー             | ハロルド・リヴィングストン                                                 | 1971年9月25日  | 125                   |
| 130 | 3  | "死のロープウェイ" "The Tram"                                            | ポール・クラスニー             | 脚本: ジェームズ・Ｌ・ヘンダーソン & サム・ローカ 原案: ポール・プレイドン | 1971年10月2日  | 131                   |
| 131 | 4  | "殺し屋製造工場" "Mindbend"                                              | マーヴィン・チョムスキー       | ジェームズ・D・ブキャナン & ロナルド・オースティン                         | 1971年10月9日  | 130                   |
| 132 | 5  | "皆殺し波止場" "Shape-Up"                                                | ポール・クラスニー             | エド・アダムソン & ノーマン・カトコフ                                      | 1971年10月16日 | 133                   |
| 133 | 6  | "奇跡の心臓移植" "The Miracle"                                           | レオナルド・J・ホーン          | ダン・ウルマン                                                             | 1971年10月23日 | 129                   |
| 134 | 7  | "暴力協同組合[死を招くセラピー]" "Encounter"                             | バリー・クレイン               | ハワード・バーク                                                           | 1971年10月30日 | 132                   |
| 135 | 8  | "海底に消えたダイヤ" "Underwater"                                        | サットン・ローリー             | アーサー・ワイズ                                                           | 1971年11月6日  | 134                   |
| 136 | 9  | "時間差で口を割れ[敗戦国アメリカ]" "Invasion"                            | レスリー・H・マーティンソン    | ジェームズ・ヘンダーソン & サム・ローカ                                    | 1971年11月13日 | 137                   |
| 137 | 10 | "自白テープ[人気女性歌手の死]" "Blues"                                   | レザ・S・バディ                | 脚本: ハワード・バーク 原案: ハワード・バーク & オーヴィル・H・ハンプトン  | 1971年11月20日 | 139                   |
| 138 | 11 | "巨大シンジケートをたたきつぶせ![マスコミの裏の顔を暴け]" "The Visitors" | レザ・S・バディ                | ハロルド・リヴィングストン                                                 | 1971年11月27日 | 135                   |
| 139 | 12 | "毒ガス!全市滅亡の危機[毒ガス警報！]" "Nerves"                           | バリー・クレイン               | 脚本: ヘンリー・シャープ & キャリー・バテソン 原案: ヘンリー・シャープ     | 1971年12月4日  | 140                   |
| 140 | 13 | "400万ドルの差し足[サラブレッドの決め足]" "Run for the Money"            | マーヴィン・チョムスキー       | エドワード・J・ラクソー                                                    | 1971年12月11日 | 128                   |
| 141 | 14 | "殺しのジェット空輸[秘密の島]" "The Connection"                          | バリー・クレイン               | 脚本: エドワード・ラクソー & ケン・ペッタス 原案: エドワード・ラクソー     | 1971年12月18日 | 136                   |
| 142 | 15 | "殺し屋を消せ![空飛ぶ棺桶]" "The Bride"                                  | ジョン・リュウェリン・モクシー | ジャクソン・ギリス                                                         | 1972年1月1日   | 127                   |
| 143 | 16 | "トリック脱獄計画[脱獄の果て]" "Stone Pillow"                            | レスリー・H・マーティンソン    | ハワード・ブラウン                                                         | 1972年1月8日   | 142                   |
| 144 | 17 | "死を呼ぶカード" "Image"                                                 | ドン・マクドゥガル             | サム・ローカ & ジェームズ・ヘンダーソン                                    | 1972年1月15日  | 138                   |
| 145 | 18 | "隔離室で何が起こったか?" "Committed"                                    | レザ・S・バディ                | 脚本: アーサー・ワイズ 原案: ローレンス・ヒース                            | 1972年1月22日  | 141                   |
| 146 | 19 | "暗号名はC6" "Bag Woman"                                                 | ポール・クラスニー             | エド・アダムソン & ノーマン・カトコフ                                      | 1972年1月29日  | 144                   |
| 147 | 20 | "一千万ドルの拷問" "Double Dead"                                         | バリー・クレイン               | 脚本: ジャクソン・ギリス & ローレンス・ヒース 原案: ジャクソン・ギリス     | 1972年2月12日  | 143                   |
| 148 | 21 | "シンジケートから来た男[カジノ規制法]" "Casino"                          | レザ・S・バディ                | ウォルター・ブラフ & ハワード・バーク                                      | 1972年2月19日  | 145                   |
| 149 | 22 | "陸軍給与を奪回せよ!" "Trapped"                                          | レスリー・H・マーティンソン    | 脚本: サム・ローカ & ジェームズ・ヘンダーソン 原案: リック・ハスキー       | 1972年2月26日  | 146                   |

### 第7シーズン（1972年 - 1973年）
| №   | #  | タイトル                                                    | 監督                           | 脚本                                                                                                  | 放送日         | プロダクション コード |
| --- | -- | ----------------------------------------------------------- | ------------------------------ | --- | -------------- | --------------------- |
| 150 | 1  | "対決!ハスラーの決戦[ハスラー対決！]" "Break!"              | ポール・クラスニー             | サム・ローカ & ジェームズ・Ｌ・ヘンダーソン                                                           | 1972年9月16日  | 151                   |
| 151 | 2  | "第三次世界大戦勃発[終わりなき戦火]" "Two Thousand"         | レスリー・H・マーティンソン    | ハロルド・リヴィングストン                                                                            | 1972年9月23日  | 148                   |
| 152 | 3  | "国境を突破せよ![駆け引き]" "The Deal"                      | レスリー・H・マーティンソン    | 脚本: ジョージ・F・スレヴィン & スティーヴン・カンデル 原案: ジョージ・F・スレヴィン                  | 1972年9月30日  | 152                   |
| 153 | 4  | "極秘指令地獄からの救出[愛しのレオナ]" "Leona"              | レスリー・H・マーティンソン    | ハワード・ブラウン                                                                                    | 1972年10月7日  | 150                   |
| 154 | 5  | "細菌兵器TOD-5[細菌兵器漏出]" "TOD-5"                       | ルイス・アレン                 | ジェームズ・D・ブキャナン & ロナルド・オースティン                                                    | 1972年10月14日 | 155                   |
| 155 | 6  | "500万ドル麻薬合成計画[麻薬合成計画]" "Cocaine"             | レザ・S・バディ                | 脚本: ハロルド・リヴィングストン 原案: ノーマン・カトコフ & ハロルド・リヴィングストン                | 1972年10月21日 | 156                   |
| 156 | 7  | "脱出請負業" "Underground"                                  | デヴィッド・ローウェル・リッチ | リー・ヴァンス                                                                                        | 1972年10月28日 | 149                   |
| 157 | 8  | "戦慄"殺しの横顔"" "Movie"                                  | テリー・ベッカー               | 脚本: アンソニー・ボウワーズ & アーサー・ワイズ & スティーヴン・カンデル 原案: アンソニー・ボウワーズ | 1972年11月4日  | 159                   |
| 158 | 9  | "将軍の仮面をはがせ" "Hit"                                  | レザ・S・バディ                | ダグラス・ウィアー                                                                                    | 1972年11月11日 | 158                   |
| 159 | 10 | "水爆仕掛人[水爆爆破予告]" "Ultimatum"                      | バリー・クレイン               | 脚本: ハロルド・リヴィングストン 原案: シャール・ヘンドリックス & ハロルド・リヴィングストン          | 1972年11月18日 | 160                   |
| 160 | 11 | "指令なき作戦計画" "Kidnap"                                 | ピーター・グレイブス           | サム・ローカ & ジェームズ・Ｌ・ヘンダーソン                                                           | 1972年12月2日  | 161                   |
| 161 | 12 | "架空殺人事件[無意識での殺人]" "Crack-Up"                   | サットン・ローリー             | 脚本: アーサー・ワイズ 原案: ロバート & フィリス・ホワイト & アーサー・ワイズ                         | 1972年12月9日  | 154                   |
| 162 | 13 | "カラクリを叩きつぶせ[包帯の下の顔]" "The Puppet"           | ルイス・アレン                 | リー・ヴァンス                                                                                        | 1972年12月22日 | 162                   |
| 163 | 14 | "ブードゥー教の怪" "Incarnate"                              | バリー・クレイン               | 脚本: バック・ホートン & スティーヴン・カンデル 原案: バック・ホートン                                | 1973年1月5日   | 165                   |
| 164 | 15 | "空中大爆発[美しき妻の犯罪とその報酬]" "Boomerang"          | レスリー・H・マーティンソン    | ハワード・ブラウン                                                                                    | 1973年1月12日  | 164                   |
| 165 | 16 | "暗殺目標変更![私を愛した暗殺者]" "The Question"            | レスリー・H・マーティンソン    | スティーヴン・カンデル                                                                                | 1973年1月19日  | 157                   |
| 166 | 17 | "怪奇!不老長寿の水[不老長寿の泉]" "The Fountain"            | バリー・クレイン               | スティーヴン・カンデル                                                                                | 1973年1月26日  | 163                   |
| 167 | 18 | "殺人請負人[ボクシング界の闇]" "The Fighter"                | ポール・クラスニー             | 脚本: スティーヴン・カンデル & ニコラス・E・ベア 原案: オーヴィル・H・ハンプトン                      | 1973年2月9日   | 167                   |
| 168 | 19 | "市街大追跡[市街地大爆走]" "Speed"                          | ヴァージル・W・ヴォーゲル      | ルー・ショウ                                                                                          | 1973年2月16日  | 147                   |
| 169 | 20 | "暗殺計画ナイトフォール[ナイトフォール計画]" "The Pendulum" | ルイス・アレン                 | カルヴィン・クレメンツ・Jr                                                                            | 1973年2月23日  | 168                   |
| 170 | 21 | "恐怖!人工大地震[予兆]" "The Western"                       | レスリー・H・マーティンソン    | アーノルド & ロイス・ペイサー                                                                         | 1973年3月2日   | 166                   |
| 171 | 22 | "王冠すりかえ大逆転[王冠すりかえ]" "Imitation"              | ポール・クラスニー             | エドワード・J・ラクソー                                                                               | 1973年3月30日  | 153                   |